# Stazione di Tarascona
La stazione di Tarascona (in francese Gare de Tarascon) è la principale stazione ferroviaria a servizio di Tarascona e della sua agglomerazione, situata nel dipartimento della Bocche del Rodano, regione Occitania.
È servita da TER.
La sua apertura all'esercizio avvenne nel 1847.